# Tadeusz Gadzina
Tadeusz Gadzina (ur. 2 marca 1946 w Skarżysku-Kamiennej) – polski skrzypek, kameralista, profesor sztuk muzycznych.

## Życiorys
Jest absolwentem Państwowej Wyższej Szkoły Muzycznej w Warszawie (obecnie Uniwersytet Muzyczny Fryderyka Chopina) w klasie Zenona Bąkowskiego. Studia kontynuował w Guildhall School of Music and Drama pod kierunkiem Yehudi Menuhina i Yfrana Neamana. Jest laureatem wielu prestiżowych konkursów skrzypcowych, m.in. im. J. Sibeliusa w Helsinkach (VI nagroda, 1970), im. N. Paganiniego w Genui (IV nagroda, 1971), im. H. Wieniawskiego w Poznaniu (V nagroda, 1972), im. C. Flescha w Londynie (1974) i im. Królowej Elżbiety w Brukseli (X nagroda, 1976).
Występuje zarówno jako solista, jak i kameralista. Od 1967 jest związany z Kwartetem Wilanów. Koncertuje w Europie, Ameryce Południowej, Japonii, Stanach Zjednoczonych i Kanadzie. Dokonał wielu nagrań płytowych, radiowych i telewizyjnych. W latach 2000–2002 współpracował z japońską orkiestrą kameralną „Tokyo Solisten”, z którą nagrał płytę z utworami J.S. Bacha. Zasiadał w jury międzynarodowych konkursów skrzypcowych.
Zajmuje się też pracą pedagogiczną. Jest profesorem Uniwersytetu Muzycznego Fryderyka Chopina w Warszawie, gdzie prowadzi mistrzowską klasę skrzypiec.

## Odznaczenia
- Odznaka honorowa „Zasłużony dla Kultury Polskiej” („Kwartet Wilanów”, 2002)[1]
- Srebrny Medal „Zasłużony Kulturze Gloria Artis” w dziedzinie szkolnictwa artystycznego (2011)[3]
- Srebrny Medal „Zasłużony Kulturze Gloria Artis” w dziedzinie muzyki („Kwartet Wilanów”, 2019)[4]